# Kabel (jednotka)
Kabel je stará námořní jednotka délky. V anglosaských zemích jí odpovídá podobná jednotka cable.

## Německo
- jeden Kabel = 222,2 metru = 120 Faden
- jeden Kabellänge = 185,2 metru = 100 Faden

## Rakousko a Uhersko
- jeden Kabel = 189,6 metru = 100 Faden

## Dánsko
- jeden kabellaengde = 188,3 metru = 600 Fod

## USA a Velká Británie
- jeden cable length = 219,5 metru = 240 yardu

## Velká Británie
- jeden cable = 185.3 metru = 0,1 námořní míle

## Použitý zdroj
- Malý slovník jednotek měření, vydalo nakladatelství Mladá fronta v roce 1982, katalogové číslo 23-065-82